# Jorge Ordóñez
Jorge Antonio Ordóñez Galarce (n. Santo Domingo, Ecuador; 27 de junio de 1995) es un futbolista ecuatoriano. Juega como centrocampista y su equipo actual es Deportivo Cuenca de la Serie A de Ecuador.

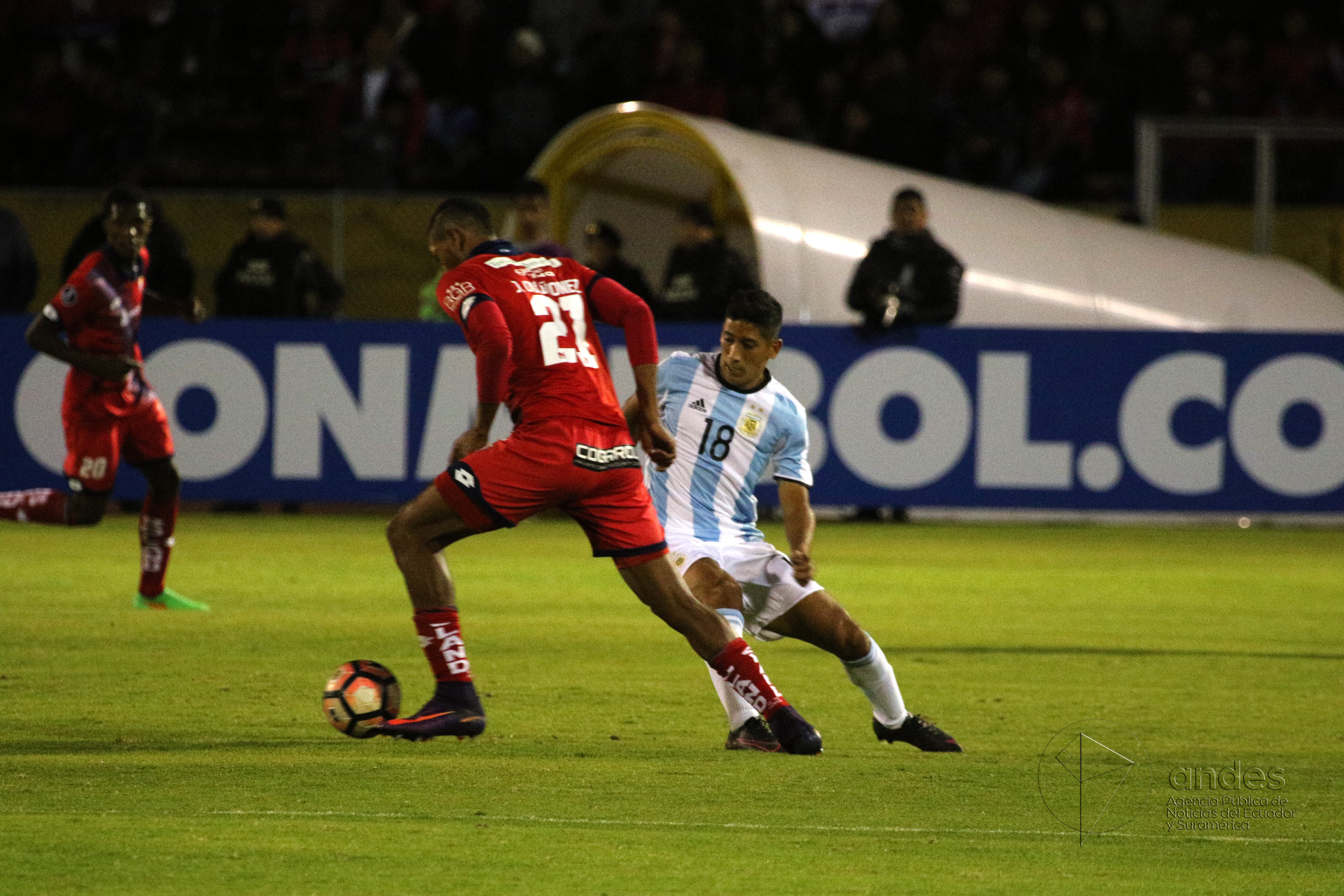
Ordóñez en un partido de Copa Libertadores ante Atlético Tucumán.

## Estadísticas

### Clubes
Actualizado al último partido disputado el 18 de agosto de 2025.
| Club                  | País          | Año           | Partidos | Goles |
| --------------------- | ------------- | ------------- | -------- | ----- |
| El Nacional           | Ecuador       | 2016-2020     | 105      | 13    |
| Guayaquil City        | Ecuador       | 2021          | 11       | 2     |
| 9 de Octubre          | Ecuador       | 2021          | 4        | 0     |
| El Nacional           | Ecuador       | 2022-2024     | 76       | 23    |
| Técnico Universitario | Ecuador       | 2025          | 13       | 1     |
| Deportivo Cuenca      | Ecuador       | 2025-act.     | 5        | 1     |
| Total carrera         | Total carrera | Total carrera | 214      | 40    |

### Participaciones internacionales
| Torneo                 | Club         | Resultado    |
| ---------------------- | ------------ | ------------ |
| Copa Libertadores 2017 | El Nacional  | Segunda fase |
| Copa Sudamericana 2018 | Segunda fase |              |

## Palmarés

### Campeonatos nacionales
| Título             | Club        | Año  |
| ------------------ | ----------- | ---- |
| Serie B de Ecuador | El Nacional | 2022 |
| Copa Ecuador       | El Nacional | 2024 |